# Hajdúsámson
Hajdúsámson è una città dell'Ungheria di 11.573 abitanti (dati 2001). È situata nella contea di Hajdú-Bihar.